# Emma Zimmer
Emma Zimmer,  (* 14. August 1888 in Haßmersheim als Emma Anna Maria Mezel; † 28. September 1948 in Hameln) war eine deutsche KZ-Aufseherin und ab 1937 in mehreren Konzentrationslagern, unter anderem in Ravensbrück und Auschwitz-Birkenau, eingesetzt.

## Leben
Emma Zimmer war das älteste Kind des Apothekers Oscar Mezel und seiner Ehefrau Maria geb. Lang. Sie gehörte dem Lagerpersonal des KZ Lichtenburg ab 1937 an. Von dort wurde sie in das neugebaute KZ Ravensbrück versetzt und war von 1939 bis 1942 als Oberaufseherin im Strafblock beschäftigt. Zimmer war von Mitte 1940 bis Oktober 1942 stellvertretende Oberaufseherin und von März 1942 bis April 1942 Oberaufseherin im KZ Ravensbrück. Ab Oktober 1942 war sie im Frauenblock des KZ Auschwitz-Birkenau tätig. Ab Mai 1943 leitete sie die Postzensurstelle im Frauenlager des KZ Auschwitz. Wegen ihres brutalen und sadistischen Verhaltens Gefangenen gegenüber war sie berüchtigt.
Zimmer war ab dem 1. Juli 1941 Mitglied der NSDAP. Sie wurde im September 1943 mit dem Kriegsverdienstkreuz II. Klasse ohne Schwerter ausgezeichnet. Sie war die erste KZ-Aufseherin, die diese „Auszeichnung“ erhielt. Ende 1943 wurde sie aus dem Konzentrationslagerdienst entlassen, ob altersbedingt oder aufgrund von Alkoholkonsum, ist nicht bekannt. Sie wohnte seit Juni 1944 in Schlüchtern, wo sie nach dem Ende des Zweiten Weltkrieges am 12. Mai 1945 von deutschen Polizisten verhaftet wurde. Danach kam sie in amerikanische Internierung und wurde Mitte März 1947 an britische Militärbehörden überstellt.
Im siebten Verfahren der Ravensbrück-Prozesse der britischen Besatzungsmacht wurde Zimmer gemeinsam mit fünf weiteren angeklagten KZ-Aufseherinnen angeklagt. Sie war der schweren Misshandlung von Häftlingen und Teilnahme an der Selektion von Häftlingen für die Aktion 14f13 beschuldigt. Am 21. Juli 1948 wurde Zimmer in Hamburg zum Tod durch den Strang verurteilt und am 28. September 1948 im Zuchthaus Hameln hingerichtet.